# Scaphites
Scaphites — рід гетероморфних амонітів родини Scaphitidae. Він був широко поширеним протягом пізнього крейдяного періоду.

## Морфологія
Scaphites зазвичай мають багатокамерну раковину у формі човна. Раковина молодої особини, як правило, більш-менш інволютна (щільно згорнута) і стиснута, що не дає жодного натяку на гетероморфну форму черепашки дорослої особини. Вентральна частина раковини має поперечні, розгалужені ребра з горбками.

Шовний малюнок Scaphites

## Види
- Scaphites aequalis † J. Sowerby, 1813
- Scaphites binneyi † Reeside, 1927
- Scaphites carlilensis † Morrow, 1935
- Scaphites depressus † Reeside, 1927
- Scaphites ferronensis † Cobban, 1951
- Scaphites frontierensis † Cobban, 1951
- Scaphites hippocrepis † DeKay, 1827
- Scaphites impendicostatus † Cobban, 1951
- Scaphites leei † Reeside, 1927
- Scaphites nanus † Reeside, 1927
- Scaphites nodosus †
- Scaphites obliquus † J. Sowerby, 1813
- Scaphites preventricosus † Cobban, 1951
- Scaphites tetonensis † Cobban, 1951
- Scaphites uintensis † Cobban, 1951
- Scaphites warreni † Мік і Хайден, 1860
- Scaphites whitfieldi † Cobban, 1951

## Розподіл
Скам'янілості Scaphites були знайдені в Антарктиді, Вірменії, Австралії, Бельгії, Болгарії, Канаді (Альберта, Британська Колумбія, Північно-Західні території), Данії, Франції, Німеччині, Гренландії, Індії, Італії, Японії, Мадагаскарі, Мексиці, Новій Зеландії, Пд. Африці, Іспанії, Швеції, Швейцарії, Україні, Великобританії, і США (Алабама, Аляска, Арізона, Каліфорнія, Колорадо, Делавер, Канзас, Меріленд, Міннесота, Міссісіпі, Міссурі, Монтана, Небраска, Нью-Джерсі, Нью-Мексико, Північна Дакота, Орегон, Південна Дакота, Теннессі, Техас, Вайомінг).